# Isabela Marie Bavorská
Princezna Isabela Marie Alžběta Bavorská (31. srpna 1863 Mnichov – 26. února 1924 Řím) byla bavorská princezna a janovská vévodkyně.

## Rodina
Narodila se jako třetí dítě a nejstarší dcera prince Vojtěcha Viléma Bavorského a jeho choti infantky Amálie Cádizské. Isabelin otec Vojtěch byl čtvrtý syn Ludvíka I. Bavorského a Terezy Sasko-Hildburghausenské. Její matka Amálie byla dcera infanta Františka de Paula Španělského, mladšího bratra Ferdinanda VII. Její matka byla rovněž sestrou Františka z Cádizu, manžela Ferdinandovy dcery, španělské královny Isabely II.

## Manželství a děti
Isabela se roku 1883 provdala v bavorském Nymphenburgu za prince Tomáše, vévodu janovského, tím se stala janovskou vévodkyní. Princ Tomáš byl jediný syn prince Ferdinanda, vévody z Janova a jeho choti princezny Alžběty Saské. Prostřednictvím své sestry Margherity Savojské byl také švagrem italského krále Umberta I. a zároveň i strýcem budoucího krále Viktora Emanuela III. Jejich spojení bylo v pořadí čtvrtým manželským propojením mezi Wittelsbachy a Savojskými.
Tato svatba byla jedním pozorovatelem popsána jako „pozoruhodná dobrým vkusem a jednoduchostí“. Ludvík II. Bavorský (Isabelin bratranec a bavorský král) se jí nezúčastnil, neboť se již málokdy účastnil veřejných událostí. Jeho nepřítomnost, všiml si jeden účastník, znamenala, že „se svatební hosté mohli veselit v atmosféře pohostinnosti, která se zřídka nachází u dvorských slavností“.
Z manželství vzešlo 6 dětí:
- Ferdinand (21. dubna 1884 – 24. června 1963), 3. vévoda z Janova, ⚭ 1938 Maria Luisa Alliaga Gandolfi (11. října 1899 – 19. července 1986)
- Filibert (10. března 1895 – 7. září 1990), 4. vévoda z Janova, ⚭ 1928 Lydia z Arenbergu (1. dubna 1905 – 23. července 1977)
- Maria Bona (1. srpna 1896 – 2. února 1971), ⚭ 1921 Konrád Bavorský (22. listopadu 1883 – 6. září 1969), princ bavorský
- Adalbert (19. března 1898 – 15. prosince 1982), vévoda z Bergama, svobodný a bezdětný
- Adelaida (25. dubna 1904 – 2. srpna 1979), ⚭ 1935 Leone Massimo di Arsoli (25. ledna 1896 – 4. května 1979), 5. kníže z Arsoli, 9. markýz z Roccasecca, baron z Pisterza
- Evžen (13. března 1906 – 8. prosince 1996), 5. vévoda z Janova a vévoda z Ancony, ⚭ 1938 Lucie Bourbonsko-Sicilská (9. července 1908 – 3. listopadu 2001)

## Pozdější život
V roce 1905 se Isabela a její manžel, stejně jako ostatní členové savojského rodu, zúčastnili slavnosti na počest beatifikace jednoho francouzského kněze. Přítomen byl i papež Pius X. spolu s tisícovkou francouzských poutníků a několika tisíci věřících ostatních národností, jakož i dvaadvacet kardinálů a papežský dvůr. Na události bylo pozoruhodné to, že se členové savojského rodu vůbec poprvé zhostili své náboženské role za přítomnosti samotného papeže.
Jako vévoda a vévodkyně z Janova Isabela a její manžel často vykonávali své královské povinnosti coby představitelé savojského rodu. Například v roce 1911 přišli na odhalení rozměrného památníku Viktora Emanuela II. v Římě. Událost měla téměř milion svědků a účastnily se jí také ovdovělé královny Marie Pia Savojská a Markéta Italská, včetně vévody a vévodkyně z Aosty.
V roce 1913 unikla Isabela téměř jisté smrti. Zatímco si mazala paže a krk přípravkem na revmatismus, stanula příliš blízko lampy, která způsobila vznícení přípravku. Život jí zachránila její pokojská, která rychle plameny uhasila.

## Úmrtí
Zemřela v Římě 26. února 1924 na bronchiální zápal plic. Ulehla již několik dní před samotným skonem. Její manžel zemřel o sedm let později, v roce 1931.

## Titulatura
- 31. srpna 1863 – 21. května 1883: Její královská Výsost princezna Isabela Bavorská
- 21. května 1883 – 26. února 1924: Její královská Výsost vévodkyně Janovská

## Řády
- Dáma královského Řádu královny Marie Luisy
- Dáma Řádu sv. Alžběty
- Dáma Řádu Terezie Bavorské
- Dáma velkokříže Řádu sv. Mauricia a sv. Lazara
- Dáma čestného velkokříže suverénního vojenského Maltézského řádu

## Vývod z předků
|                          |                                              |  |                      |                                                  |  |  |  |  |  |  |  | Fridrich Michal Falcko-Zweibrückenský |
|                          |                                              |  |                      |                                                  |  |  |  |  |  |  |  |                                       |
|                          | Maxmilián I. Josef Bavorský                  |  |                      |                                                  |  |  |  |  |  |  |  |                                       |
|                          |                                              |  |                      |                                                  |  |  |  |  |  |  |  |                                       |
|                          |                                              |  |                      | Marie Františka Falcko-Sulzbašská                |  |  |  |  |  |  |  |                                       |
|                          |                                              |  |                      |                                                  |  |  |  |  |  |  |  |                                       |
|                          | Ludvík I. Bavorský                           |  |                      |                                                  |  |  |  |  |  |  |  |                                       |
|                          |                                              |  |                      |                                                  |  |  |  |  |  |  |  |                                       |
|                          |                                              |  |                      | Jiří Vilém Hesensko-Darmstadtský                 |  |  |  |  |  |  |  |                                       |
|                          |                                              |  |                      |                                                  |  |  |  |  |  |  |  |                                       |
|                          | Augusta Vilemína Marie Hesensko-Darmstadtská |  |                      |                                                  |  |  |  |  |  |  |  |                                       |
|                          |                                              |  |                      |                                                  |  |  |  |  |  |  |  |                                       |
|                          |                                              |  |                      | Marie Luisa Leiningensko-Falkenbursko-Dagsburská |  |  |  |  |  |  |  |                                       |
|                          |                                              |  |                      |                                                  |  |  |  |  |  |  |  |                                       |
|                          | Adalbert Vilém Bavorský                      |  |                      |                                                  |  |  |  |  |  |  |  |                                       |
|                          |                                              |  |                      |                                                  |  |  |  |  |  |  |  |                                       |
|                          |                                              |  |                      | Arnošt Fridrich III. Sasko-Hildburghausenský     |  |  |  |  |  |  |  |                                       |
|                          |                                              |  |                      |                                                  |  |  |  |  |  |  |  |                                       |
|                          | Fridrich Sasko-Altenburský                   |  |                      |                                                  |  |  |  |  |  |  |  |                                       |
|                          |                                              |  |                      |                                                  |  |  |  |  |  |  |  |                                       |
|                          |                                              |  |                      | Ernestina Sasko-Výmarská                         |  |  |  |  |  |  |  |                                       |
|                          |                                              |  |                      |                                                  |  |  |  |  |  |  |  |                                       |
|                          | Tereza Sasko-Hildburghausenská               |  |                      |                                                  |  |  |  |  |  |  |  |                                       |
|                          |                                              |  |                      |                                                  |  |  |  |  |  |  |  |                                       |
|                          |                                              |  |                      | Karel II. Meklenbursko-Střelický                 |  |  |  |  |  |  |  |                                       |
|                          |                                              |  |                      |                                                  |  |  |  |  |  |  |  |                                       |
|                          | Šarlota Georgina Meklenbursko-Střelická      |  |                      |                                                  |  |  |  |  |  |  |  |                                       |
|                          |                                              |  |                      |                                                  |  |  |  |  |  |  |  |                                       |
|                          |                                              |  |                      | Frederika Hesensko-Darmstadtská                  |  |  |  |  |  |  |  |                                       |
|                          |                                              |  |                      |                                                  |  |  |  |  |  |  |  |                                       |
| 'Isabela Marie Bavorská' |                                              |  |                      |                                                  |  |  |  |  |  |  |  |                                       |
|                          |                                              |  |                      |                                                  |  |  |  |  |  |  |  |                                       |
|                          |                                              |  | Karel III. Španělský |                                                  |  |  |  |  |  |  |  |                                       |
|                          |                                              |  |                      |                                                  |  |  |  |  |  |  |  |                                       |
|                          | Karel IV. Španělský                          |  |                      |                                                  |  |  |  |  |  |  |  |                                       |
|                          |                                              |  |                      |                                                  |  |  |  |  |  |  |  |                                       |
|                          |                                              |  |                      | Marie Amálie Saská                               |  |  |  |  |  |  |  |                                       |
|                          |                                              |  |                      |                                                  |  |  |  |  |  |  |  |                                       |
|                          | František de Paula Španělský                 |  |                      |                                                  |  |  |  |  |  |  |  |                                       |
|                          |                                              |  |                      |                                                  |  |  |  |  |  |  |  |                                       |
|                          |                                              |  |                      | Filip Parmský                                    |  |  |  |  |  |  |  |                                       |
|                          |                                              |  |                      |                                                  |  |  |  |  |  |  |  |                                       |
|                          | Marie Luisa Parmská                          |  |                      |                                                  |  |  |  |  |  |  |  |                                       |
|                          |                                              |  |                      |                                                  |  |  |  |  |  |  |  |                                       |
|                          |                                              |  |                      | Luisa Alžběta Francouzská                        |  |  |  |  |  |  |  |                                       |
|                          |                                              |  |                      |                                                  |  |  |  |  |  |  |  |                                       |
|                          | Amálie Cádizská                              |  |                      |                                                  |  |  |  |  |  |  |  |                                       |
|                          |                                              |  |                      |                                                  |  |  |  |  |  |  |  |                                       |
|                          |                                              |  |                      | Ferdinand I. Neapolsko-Sicilský                  |  |  |  |  |  |  |  |                                       |
|                          |                                              |  |                      |                                                  |  |  |  |  |  |  |  |                                       |
|                          | František I. Neapolsko-Sicilský              |  |                      |                                                  |  |  |  |  |  |  |  |                                       |
|                          |                                              |  |                      |                                                  |  |  |  |  |  |  |  |                                       |
|                          |                                              |  |                      | Marie Karolína Habsbursko-Lotrinská              |  |  |  |  |  |  |  |                                       |
|                          |                                              |  |                      |                                                  |  |  |  |  |  |  |  |                                       |
|                          | Luisa Šarlota Neapolsko-Sicilská             |  |                      |                                                  |  |  |  |  |  |  |  |                                       |
|                          |                                              |  |                      |                                                  |  |  |  |  |  |  |  |                                       |
|                          |                                              |  |                      | Karel IV. Španělský                              |  |  |  |  |  |  |  |                                       |
|                          |                                              |  |                      |                                                  |  |  |  |  |  |  |  |                                       |
|                          | Marie Isabela Španělská                      |  |                      |                                                  |  |  |  |  |  |  |  |                                       |
|                          |                                              |  |                      |                                                  |  |  |  |  |  |  |  |                                       |
|                          |                                              |  |                      | Marie Luisa Parmská                              |  |  |  |  |  |  |  |                                       |
|                          |                                              |  |                      |                                                  |  |  |  |  |  |  |  |                                       |